# Astronautas (película)
Astronautas es una película española de 2003 dirigida por Santi Amodeo.

## Sinopsis
Daniel (Nancho Novo) es un tipo, misántropo y solitario que ha decidido dejar la heroína de una vez por todas. Para conseguirlo decide hacer una vida normal y alejarse de los problemas, pero en su camino se cruza Laura (Teresa Hurtado), una guapa quinceañera que va en busca de su hermano y que se mete en su vida casi sin darse cuenta.

## Reparto
| Intérprete              | Personaje               |
| ----------------------- | ----------------------- |
| Nancho Novo             | Daniel                  |
| Teresa Hurtado de Ory   | Laura                   |
| Juan Motilla            | Pastor Juan Manuel      |
| Alex O'Dogherty         | Torta                   |
| Jons Pappila            | Indie                   |
| Manolo Solo             | Lorenzo                 |
| Enrico Vecchi           | Italiano                |
| Julián Villagrán        | Andrés                  |
| Isaías Cara             | Pastor Nemesio          |
| Elena Bagutta           | Silvia                  |
| Manolo Rodríguez        | Conserje                |
| Rafael Manati           | Guardia de seguridad    |
| Manuel López Ruiz       | Viejo Puerto            |
| Miguel Alcíbar          | Dueño lavandería        |
| Mercedes Almarcha       | Enfermera               |
| Antonio Campos          | Psiquiatra              |
| Diego José Estévez Soto | Guardia seguridad 2     |
| Pepa Díaz Meco          | Camarera cafetería      |
| Paco Luna               | Extranjero inconsciente |
| Juanma Lara             | Perista                 |
| Ula                     | Rata                    |
| Lola                    | Lola                    |
| Iñaki Gabilondo         | Iñaki Gabilondo         |

- Datos: Q5710031